# Stazione di Godo
Stazione di Godo vasútállomás Olaszországban, Russi településen.

## Vasútvonalak
Az állomást az alábbi vasútvonalak érintik:
- Castelbolognese–Ravenna-vasútvonal
- Faenza–Ravenna-vasútvonal

## Kapcsolódó állomások
A vasútállomáshoz az alábbi állomások vannak a legközelebb:
- Stazione di Russi
- Stazione di Ravenna